# Совідул
Совідул (пол. Sowidół) — село в Польщі, у гміні Реґнув Равського повіту Лодзинського воєводства.
Населення — 70 осіб (2011).
У 1975-1998 роках село належало до Скерневицького воєводства.

## Демографія
Демографічна структура станом на 31 березня 2011 року:
|          | Загалом | Допрацездатний вік | Працездатний вік | Постпрацездатний вік |
| -------- | ------- | ------------------ | ---------------- | -------------------- |
| Чоловіки | 37      | 11                 | 21               | 5                    |
| Жінки    | 33      | 9                  | 15               | 9                    |
| Разом    | 70      | 20                 | 36               | 14                   |